# KMFDM
KMFDM (Kej-Em-Ef-Di-Em) je nemački industrijal metal bend osnovan 1984. u Hamburgu. Njegov frontmen, a ujedno i jedini stalni član, je Saša Konjecko.

## Stil
Bend je u početku izvodio elektronsku muziku, uz veliku količinu semplovanja. Od 1989, sa albumom UAIOE, bend uključuje i gitaru i kreće ka industrijal metalu. Nakon 2002. bend ubacuje i elemente tradicionalnog roka.
Tekstovi se uglavnom bave odbacivanjem i otporom prema terorizmu, cenzuri, ratu i nasilju.

## Naziv
Postoji nekoliko verzija značenja imena. Jedna od teorija je da je to skraćeno od iskvarene nemačke fraze Kein Mehrheit für die Mitleid (krajnje slobodan prevod bi bio bez milosti za masu). Zanimljivo je istaći da se korektna fraza Keine Mitleid für die Mehrheit (bez milosti za većinu) može čuti u pesmi Megalomaniac.
Sa druge strane, u pesmi Light postoji stih Keiner macht für dich mehr, koji se prevodi kao Niko ne radi više za tebe (ovo se slaže sa stihovima What we do for you/so good for you). Međutim, ovo se može shvatiti i kao nepravilna verzija fraze Keine Macht für dich mehr (u slobodnom prevodu Ti više nemaš moć).

## Diskografija
- (1984)
- (1986)
- (1988)
- (1989)
- (1990)
- (1992)
- (1993)
- (1994)
- (1995)
- (1996)
- (1997)
- (1999)
- (2002)
- (2003)
- (2005)
- (2007)
- (2009)
- (2009)

Od albuma UAIOE bend sledi tradiciju da albumu da ime od pet slova, pa su i reči pisali pogrešno da bi se dobila "odgovarajuća" reč (Attak, Xtort). Sa albumom Hau Ruck ta tradicija je prekinuta.

## Članovi
Trenutna postava:
- Saša Konjecko (vokali, programiranje)
- Lusija Čifareli (vokali)
- Džuls Hodžson (gitara)
- Endi Selvej (bubnjevi)
- Stiv Vajt (gitara)

Nekadašnji članovi:
1. Nekadašnji ključni članovi:
- En Eš
- Rejmond Vots
- Ginter Šulc
- Tim Skold

2. Saradnici:
- Bil Riflin
- Mark Durante
- Džon de Salvo
- Nina Hagen

## Ostali projekti
Članovi KMFDM-a su bili uključeni u brojne druge projekte. U neke od njih spadaju PIG, MDFMK, KGC, Excessive Force, Slick Idiot...